# UFC on Fox: Johnson vs. Benavidez 2
UFC on Fox: Johnson vs. Benavidez 2 è stato un evento di arti marziali miste tenuto dalla Ultimate Fighting Championship il 14 dicembre 2013 alla Sleep Train Arena di Sacramento, Stati Uniti.

## Retroscena
Il main match dell'evento avrebbe dovuto essere l'incontro per il titolo dei pesi leggeri tra Anthony Pettis e TJ Grant, ma prima Grant s'infortunò venendo sostituito da Josh Thomson e poi il campione Pettis diede a sua volta forfait causa infortunio, causando l'annullamento della sfida.

## Risultati
|                                                   | Divisione       |                        |                 |                  | Metodo                                         | Round           | Tempo           | Premio          |
| Card principale                                   | Card principale | Card principale        | Card principale | Card principale  | Card principale                                | Card principale | Card principale | Card principale |
| ------------------------------------------------- | --------------- | ---------------------- | --------------- | ---------------- | ---------------------------------------------- | --------------- | --------------- | --------------- |
| Sfida valida per il titolo di campione indiscusso | Pesi Mosca      | Demetrious Johnson (c) | batte           | Joseph Benavidez | KO (pugno)                                     | 1               | 2:08            | KOTN            |
|                                                   | Pesi Gallo      | Urijah Faber           | batte           | Michael McDonald | Sottomissione (ghigliottina)                   | 2               | 3:22            | SOTN            |
|                                                   | Pesi Piuma      | Chad Mendes            | batte           | Nik Lentz        | Decisione unanime (30-27, 30-27, 29-28)        | 3               | 5:00            |                 |
|                                                   | Pesi Leggeri    | Joe Lauzon             | batte           | Mac Danzig       | Decisione unanime (30-27, 30-27, 30-27)        | 3               | 5:00            |                 |
| Card preliminare                                  |                 |                        |                 |                  |                                                |                 |                 |                 |
|                                                   | Pesi Welter     | Ryan LaFlare           | batte           | Court McGee      | Decisione unanime (29-28, 29-28, 29-28)        | 3               | 5:00            |                 |
|                                                   | Pesi Leggeri    | Edson Barboza          | batte           | Danny Castillo   | Decisione di maggioranza (29-28, 29-28, 28-28) | 3               | 5:00            | FOTN            |
|                                                   | Pesi Leggeri    | Bobby Green            | batte           | Pat Healy        | Decisione unanime (30-27, 30-27, 29-28)        | 3               | 5:00            |                 |
|                                                   | Pesi Mosca      | Zach Makovsky          | batte           | Scott Jorgensen  | Decisione non unanime (30-27, 30-27, 30-27)    | 3               | 5:00            |                 |
|                                                   | Pesi Leggeri    | Sam Stout              | batte           | Cody McKenzie    | Decisione unanime (30-27, 30-27, 30-27)        | 3               | 5:00            |                 |
|                                                   | Pesi Leggeri    | Abel Trujillo          | batte           | Roger Bowling    | KO Tecnico (pugni)                             | 2               | 1:35            |                 |
|                                                   | Pesi Mosca      | Alptekin Özkiliç       | batte           | Darren Uyenoyama | Decisione non unanime (30-27, 28-29, 29-28)    | 3               | 5:00            |                 |

## Premi
I lottatori premiati ricevettero un bonus di 50.000 dollari.
Legenda:
- FOTN: Fight of the Night (vengono premiati entrambi gli atleti per il miglior incontro dell'evento)
- KOTN: Knockout of the Night (viene premiato il vincitore per la migliore vittoria tramite KO dell'evento)
- SOTN: Submission of the Night (viene premiato il vincitore per la migliore vittoria tramite sottomissione dell'evento)

## Incontri annullati
|                                                   | Divisione    |                    |        |                 | Motivo               |
| ------------------------------------------------- | ------------ | ------------------ | ------ | --------------- | -------------------- |
| Sfida valida per il titolo di campione indiscusso | Pesi Leggeri | Anthony Pettis (c) | contro | TJ Grant        | Grant infortunato    |
| Sfida valida per il titolo di campione indiscusso | Pesi Leggeri | Anthony Pettis (c) | contro | Josh Thomson    | Thomson infortunato  |
|                                                   | Pesi Mosca   | Scott Jorgensen    | contro | Ian McCall      | McCall infortunato   |
|                                                   | Pesi Mosca   | Scott Jorgensen    | contro | John Dodson     | Dodson infortunato   |
|                                                   | Pesi Leggeri | Pat Healy          | contro | Jamie Varner    | Varner infortunato   |
|                                                   | Pesi Welter  | Court McGee        | contro | Kelvin Gastelum | Gastelum infortunato |
|                                                   | Pesi Mosca   | Darren Uyenoyama   | contro | John Moraga     | Moraga infortunato   |
|                                                   | Pesi Welter  | Carlos Condit      | contro | Matt Brown      | Brown infortunato    |